# Ройс Пірресон
Ройс Пірресон (нар. 1 квітня 1989 р.) — британський актор, відомий своєю роллю Різа в «Вбивстві мого хлопця» . Він також з'являється у головному складі в четвертому сезоні серіалу За службовими обов'язками .

## Раннє життя
Пірресон виріс у Корнуоллі, Англія, у Сальташі . У шкільні роки він відвідував школу Saltash.net і зараз є однією з її найбільших історій успіху.
Пірресон три роки вивчав драму в міському коледжі Плімут, але все ще жив вдома. У 2011 році закінчив Королівський валлійський музично-драматичний коледж .

## Кар'єра
У 2014 році Пірресон з'явився у телефільмі «Убита моїм хлопцем» . У 2016 році він знявся доктором Джеймі Коулом у телешоу «Наша дівчина» . У 2017 році знявся офіцером АС-12 Джеймі Десфордом у четвертому сезоні серіалу «За службовими обов'язками» .
У 2019 знявся у серіалі Відьмак.

## Фільмографія

### Фільми
- 2013: Люби мене до понеділка (як HIM)
- 2013: Тор: Темний світ (як студент)
- 2013: Будь ласкавим (короткометражний фільм) (як Сал)
- 2015: Заклинання на тебе
- 2015: Survivor (як Range Finder)
- 2016: Спектральний аналіз (як Сержант Ліло Діас)
- 2019: Джуді (як Берт)

### Телебачення
- 2011: Палання Лондона (телефільм) (як Алекс)
- 2012: Стелла — 1 епізод (як Лі)
- 2012: Голбі Сіті — 1 епізод (як Спайк Леонард)
- 2012 : Інспектор Льюїс — 1 епізод (як Олівер Баукок)
- 2013 : Убивства в Мідсомері — 1 епізод (як Фін Робсон)
- 2013 : Дати — 1 серія (як Річард)
- 2013: Покидьки — 1 серія (як Роб)
- 2014: Край Неба — 1 епізод (як Крейг)
- 2014: Убита моїм хлопцем (телефільм) (як Різ)
- 2015: Смерть у раю — 1 епізод (як Даніель Томсон)
- 2015: Flack (телефільм) (як Патрік)
- 2016: Живі та мертві — 1 епізод (як Бен)
- 2016: Наша дівчина — 4 епізоди (як доктор Джеймі Коул)
- 2016 — Спектральний аналіз — Ліо Діас
- 2017: За службовими обов'язками — 4 епізоду (як Джеймі Десфорд)
- 2018: Wanderlust
- 2019: Відьмак — 3 епізоди (як Істредд)